# Tour Paola
La tour Paola (en italien : Torre Paola) est une tour côtière située dans la commune de San Felice Circeo, dans le Latium en Italie.

## Histoire
Construite pour la première fois en 1563, c'est l'une des quatre premières tours côtières, avec la tour Moresca, la tour Cervia et la tour Fico, érigées sur la côte du mont Circé pour protéger la région des raids des pirates sarrasins,. Leur construction est ordonnée par le pape Pie IV qui, en 1562, émet un bref confiant cette tâche aux seigneurs de Sermoneta et de San Felice.
La tour est attaquée par les Britanniques en 1809 pendant les guerres napoléoniennes. Contrairement aux autres tours sur le Mont Circé, la tour repousse l'attaque et a évite d'être endommagée ou démolie sous la direction de son commandant, Ubaldi Piemontese.

## Description
Le bâtiment est situé à l'extrémité la plus occidentale du promontoire du mont Circé, surplombant la plage en contrebas et le lac de Sabaudia à l'ouest. La tour a un plan circulaire et est reliée à une grande grotte marine qui est accessible également par voie d'eau.

## Galerie d'images

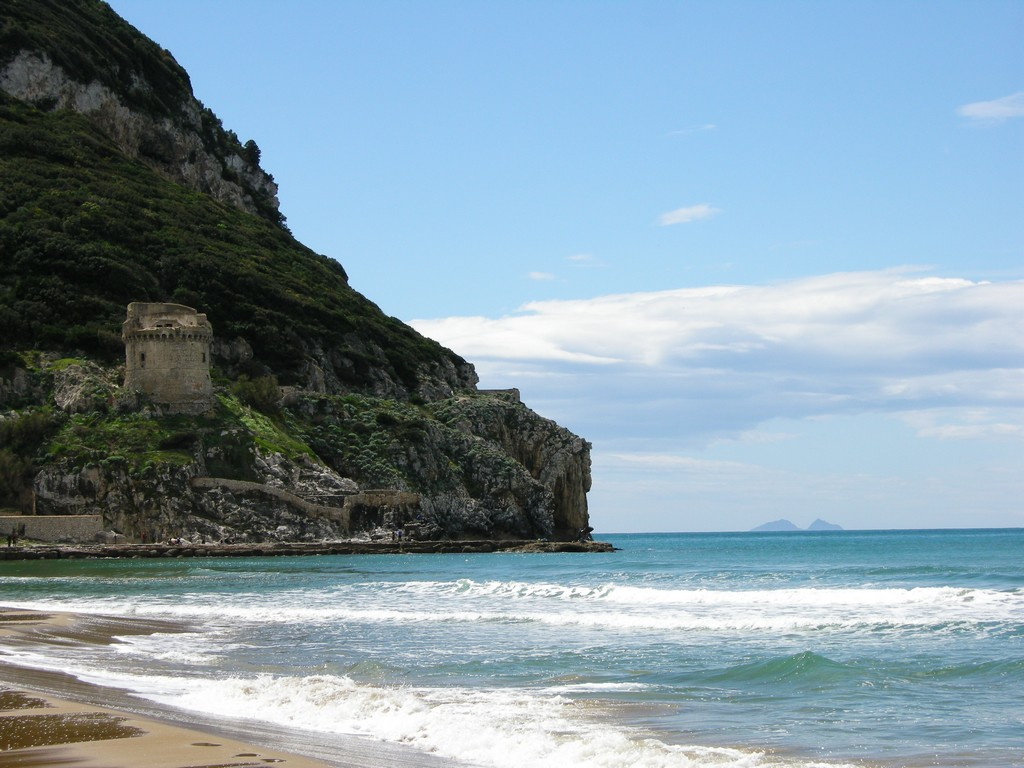
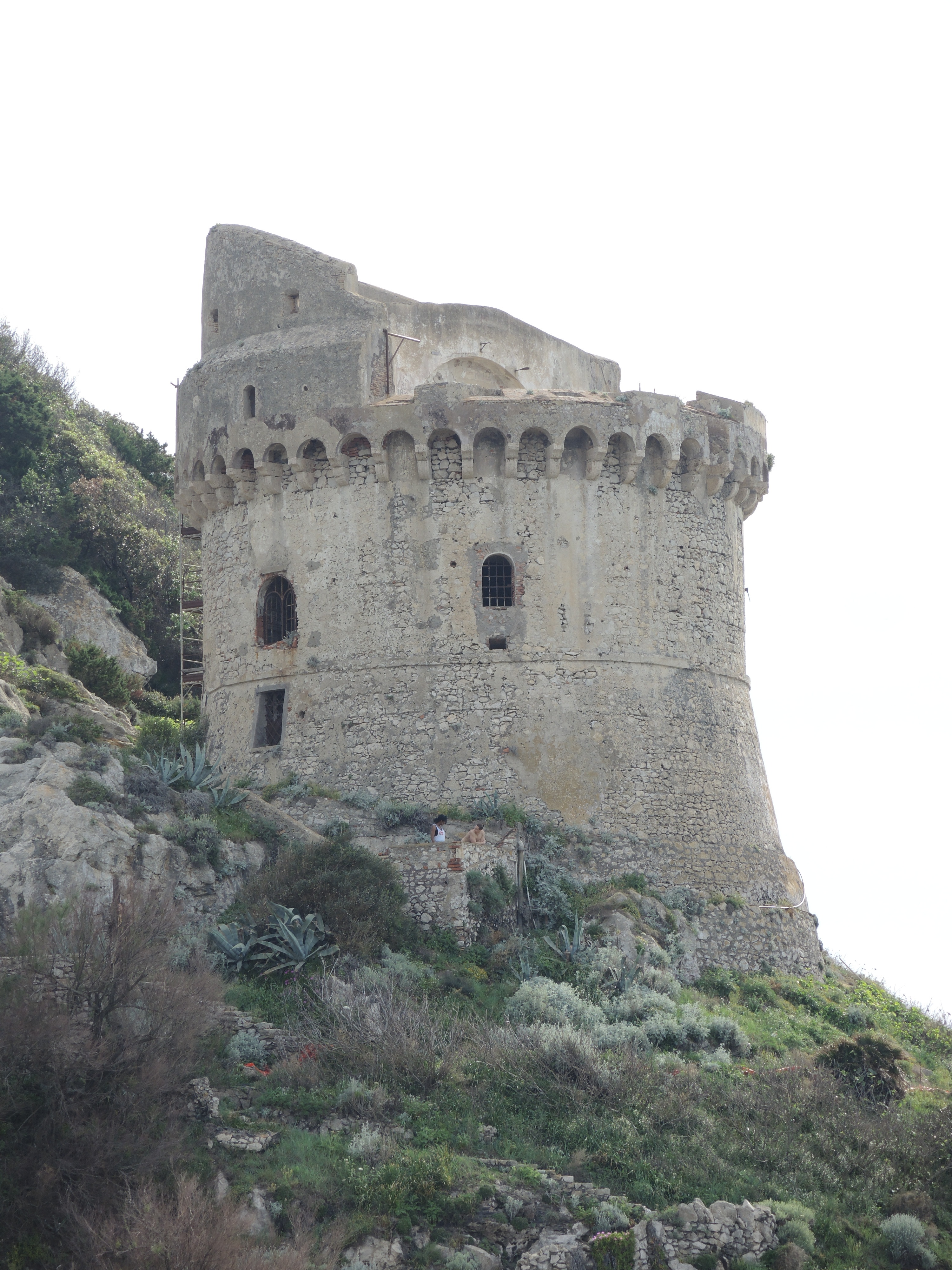
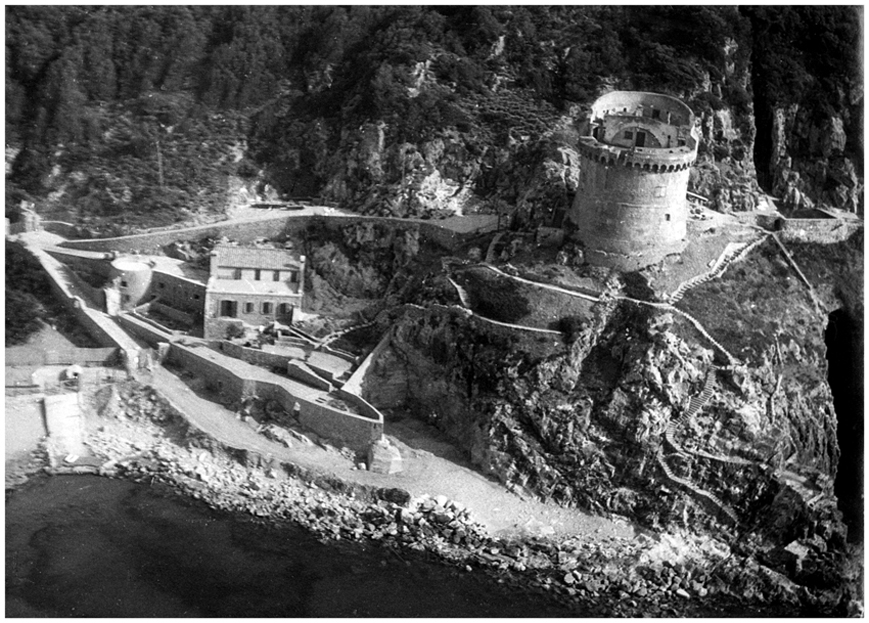